# Elección complementaria de Chile de junio de 1967
El 11 de junio de 1967 se realizó una elección parlamentaria complementaria para llenar la vacancia de un senador en la Quinta Agrupación Provincial, compuesta por las provincias de O'Higgins y Colchagua, luego de la muerte del senador socialista Salomón Corbalán en un accidente automovilístico en San Bernardo el 11 de marzo de 1967.
En la elección, convocada mediante un decreto promulgado el 21 de abril de 1967, resultó vencedora la candidata del Partido Socialista, y viuda del senador Corbalán, María Elena Carrera.

## Candidatos

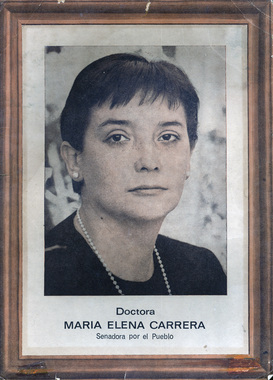
Afiche de campaña de María Elena Carrera.

El Partido Socialista de Chile (PS) decidió llevar como candidata a la médico y viuda del senador Salomón Corbalán, María Elena Carrera Villavicencio, bajo el lema «Senadora por el pueblo». La candidatura de Carrera, inscrita en la Dirección del Registro Electoral el 8 de mayo, fue respaldada por la coalición que integraba el PS, el Frente de Acción Popular (FRAP), y además por el Partido Radical (PR), lo que constituyó un inédito acercamiento entre ambos bloques, lo cual, sin embargo, fue descartado por los radicales como un intento de conformar un frente común con la izquierda. También recibió el apoyo del Partido Democrático Nacional (Padena).
El Partido Demócrata Cristiano (PDC) presentó la candidatura del abogado Jaime Castillo Velasco, quien el 16 de mayo de ese año había cesado como ministro de Tierras y Colonización del gobierno del presidente Eduardo Frei Montalva. Su postulación fue inscrita el 15 de mayo.
El Partido Nacional (PN), conformado en mayo de 1966, levantó la candidatura de su presidente, el abogado Víctor García Garzena. Su candidatura fue inscrita oficialmente el 2 de mayo.
El 24 de mayo el director del Registro Electoral, Andrés Rillón, realizó el sorteo para determinar el orden de las candidaturas en la cédula de votación: en el primer lugar aparecería Jaime Castillo Velasco, seguido de María Elena Carrera y Víctor García Garzena.

## Resultados
Los resultados de la elección fueron:
|  | 46.6 % |

|  | 35.4 % |

|  | 18.0 % |

María Elena Carrera se incorporó al Senado el 13 de julio de 1967.